# Xylophanes yurakano
Xylophanes yurakano är en fjärilsart som beskrevs av Lichy 1945. Xylophanes yurakano ingår i släktet Xylophanes och familjen svärmare. Inga underarter finns listade i Catalogue of Life.